# SBB (formație)
SBB (mai întâi Silesian Blues Band, apoi Szukaj, Burz, Buduj – Search, Break, Build) este o trupă de rock poloneză formată în Siemianowice Śląskie, în 1971, de către Józek Skrzek.

## Componență
Membri actuali
- Józef Skrzek – voce, chitară bas, banjo, clape, contrabas, instrument de percuție (din 1971)
- Apostolis „Lakis” Anthimos – chitară, buzuki, instrument de percuție, chitară bas, clape (din 1971)
- Jerzy „Keta” Piotrowski – instrument de percuție (1971-1994, din 2014)

Foști membri
- Sławomir Piwowar – chitară, clape, contrabas (1979-1980, 2006, 2014)
- Mirosław Muzykant – baterie (1998-1999)
- Paul Wertico – baterie, voce (2000-2007)
- Gábor Németh – baterie (2007-2011)

## Discografie

### Albume de studio
- Nowy horyzont (1975, Polskie Nagrania Muza)
- Pamięć (1976, Polskie Nagrania Muza)
- Ze słowem biegnę do ciebie (1977, Polskie Nagrania Muza)
- Jerzyk (1977, Wifon)
- Wołanie o brzęk szkła (1978, Supraphon)
- Follow My Dream (1978, Spiegelei-Intercord)
- SBB (1978, Amiga)
- Welcome (1979, Wifon, Spiegelei-Intercord)
- Memento z banalnym tryptykiem (1981, Polskie Nagrania Muza)
- Nastroje (2002, Jazz’N’Java Records)
- New Century (2005, Metal Mind Productions)
- The Rock (2007, Metal Mind Productions)
- Iron Curtain (2009, Metal Mind Productions)
- Blue Trance (2010, Metal Mind Productions)
- SBB (2012, Metal Mind Productions)

## Videografie
- Szczęśliwi z miasta N. (2004, DVD, Silesia)
- Follow My Dream (2004, DVD, Metal Mind Productions)
- Live in Theatre 2005 (2005, DVD, Metal Mind Productions)
- Live in 1979 (2006, DVD, Metal Mind Productions)
- Four Decades (2007, DVD, Metal Mind Productions)
- Behind the Iron Curtain (2009, DVD, Metal Mind Productions)